# Feel.
Y.K. Feel (jap. 有限会社フィール, Yūgen-gaisha Fīru), oft als feel. aufgeführt, ist ein japanisches Animationsstudio.

## Geschichte
Feel wurde im Dezember 2002 von Makoto Ryūgasaki in Musashino gegründet, der zuvor bei Studio Pierrot gearbeitet hatte. 2007 zog das Unternehmen an seinen heutigen Standort in Koganei um.
Nachdem das Studio bei einer kleinen Zahl an Produktionen anderer Animationsstudios mitgewirkt hatte, wurde es 2005 mit der Adaption des Manga Jinki als Anime-Serie Jinki: Extend beauftragt. 2008/9 arbeitete es gemeinsam mit Gainax an der Animation der Serie Shikabane Hime. Bei den meisten Serien arbeitet Feel mit dem Produktionsunternehmen Gansis zusammen.

## Produktionen

### Fernsehserien
- 2005: D.C.S.S. – Da Capo Second Season
- 2005: Jinki: Extend
- 2006: Otome wa Oneesama ni Koishiteru
- 2007: D.C.II – Da Capo II
- 2007: Nagasarete Airantō
- 2008: D.C.II S.S. – Da Capo II Second Season
- 2008: Shikabane Hime: Aka
- 2009: Kanamemo
- 2009: Shikabane Hime: Kuro
- 2010: Fortune Arterial: Akai Yakusoku
- 2010: Kiss×sis
- 2010: Yosuga no Sora
- 2011: Mayo Chiki!
- 2012: Dakara Boku wa, H ga Dekinai.
- 2012: Papa no Iu Koto o Kikinasai!
- 2013: Ketsuekigata-kun!
- 2013: Minami-ke: Tadaima
- 2013: Outbreak Company
- 2014: Futsū no Joshi Kōsei ga Locodol Yattemita.
- 2014: Jinsei
- 2014: Ushinawareta Mirai o Motomete
- 2015: Ketsuekigata-kun! 2
- 2015: Makura no Danshi
- 2015: Suzakinishi: The Animation
- 2015: Yahari Ore no Seishun Love Come wa Machigatteiru. Zoku
- 2016: Dagashi Kashi
- 2016: Kono Bijutsubu ni wa Mondai ga Aru!
- 2016: Please tell me! Galko-chan
- 2017: Tsukigakirei
- 2018: Dagashi Kashi 2
- 2018: Hinamatsuri
- 2018: Island

### Weitere Anime-Produktionen
- 2007: Strait Jacket (OVA)
- 2008: Kiss×sis (OVA)
- 2012: Minami-ke: Omatase (OVA)
- 2013: Minami-ke: Natsuyasumi (OVA)